# Maéwo
Maéwo (früher auch: Aurora) ist eine Insel der südwestpazifischen Neuen Hebriden und Teil der Inselrepublik Vanuatu. Sie ist eine der drei Hauptinseln der Provinz Penama und hat eine Fläche von rund 303 km².
Maéwo liegt 100 Kilometer östlich von Espiritu Santo. Die längliche 56 Kilometer lange und im Durchschnitt nur fünf Kilometer breite Insel wird durch die Patterson Passage von ihrer südlichen Nachbarinsel Pentecôte getrennt.
Die Insel ist hügelig (bis 811 m hoch) und dicht bewaldet. Einige Ansiedlungen finden sich an den Küstenstreifen, etwa Lakarere an der Nordostküste. 1979 lebten 1822 Menschen auf Maéwo.
Die größten Dörfer, jeweils mit einer Bevölkerung von wenigstens 1000, sind (von Norden nach Süden):
- Navitora
- Marino
- Remep